# 28235 Kasparvonbraun
28235 Kasparvonbraun este o planetă minoră (asteroid) din centura de asteroizi. A fost descoperită pe 7 ianuarie 1999 la Stația Anderson Mesa de Lowell Observatory Near-Earth-Object Search și a fost numită după Kaspar von Braun⁠(d). 
Obiectul prezintă o orbită caracterizată de o semiaxă mare de 2,307882 UAi, o excentricitate de 0,23, o înclinație de 5,33642 ° în raport cu ecliptica.